# Conopophagidae
Conopophagidae là một họ chim trong bộ Passeriformes.

## Hình ảnh

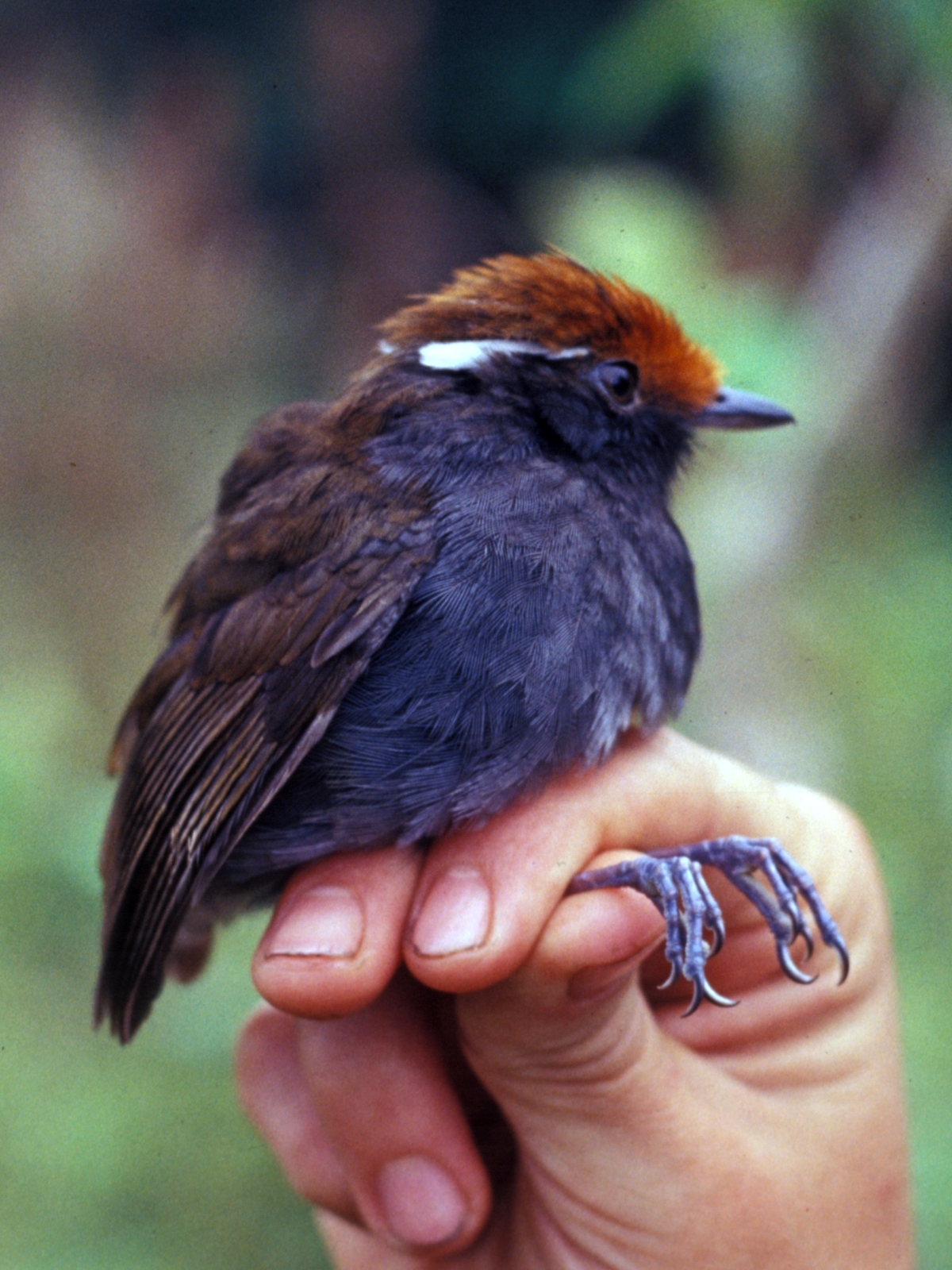
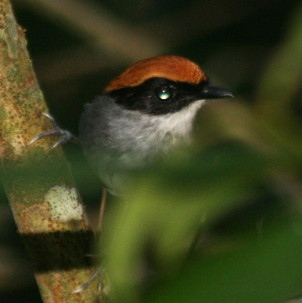
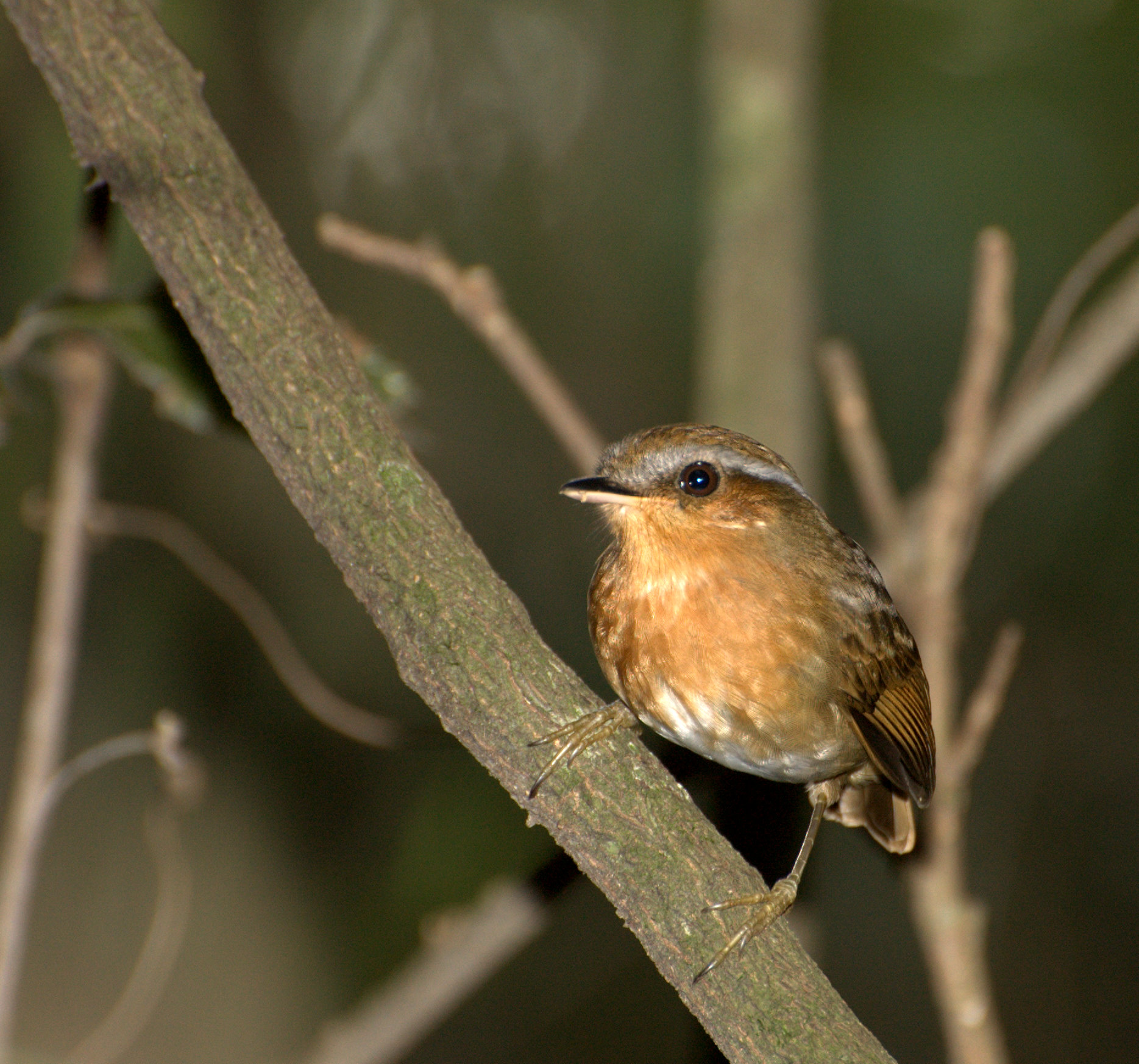
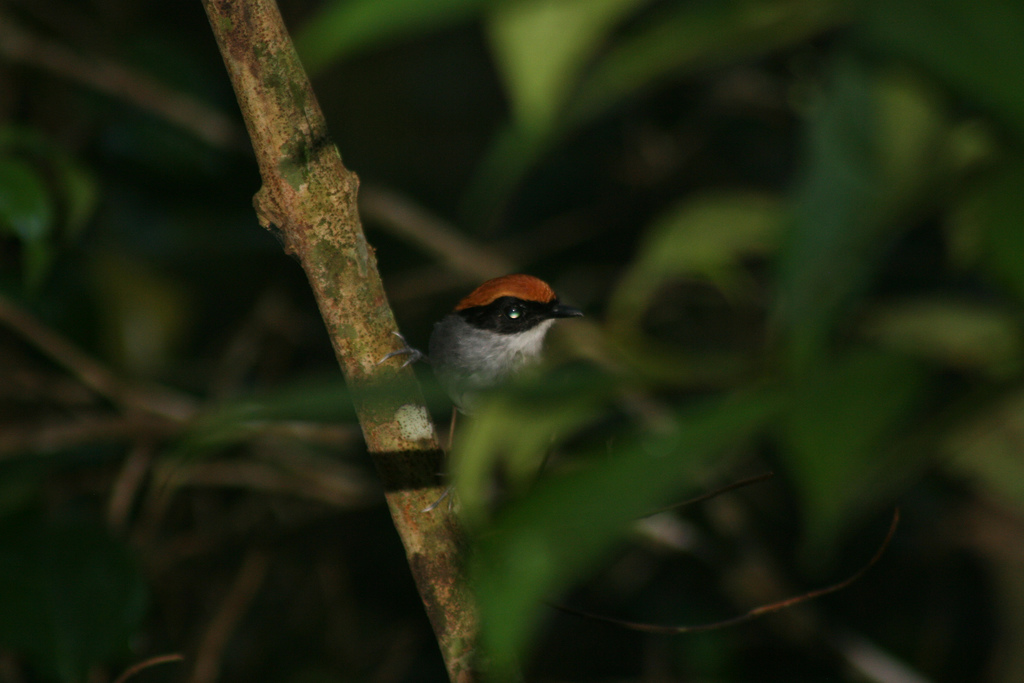

## Phân loại học
Họ Conopophagidae:
- Chi Conopophaga
  - Conopophaga lineata
  - Conopophaga aurita
  - Conopophaga roberti
  - Conopophaga peruviana
  - Conopophaga ardesiaca
  - Conopophaga castaneiceps
  - Conopophaga melanops
  - Conopophaga melanogaster
- Chi Pittasoma
  - Pittasoma michleri
  - Pittasoma rufopileatum